# Руднев, Вадим Петрович
Вади́м Петро́вич Ру́днев (род. 14 июня 1958 года в Коломне) — советский и российский семиотик, лингвист, филолог, культуролог и философ. Доктор филологических наук.

## Биография
Сын Петра Александровича Руднева — одного из ведущих советских стиховедов, ученика А. Ф. Лосева.
Окончил филологический факультет Тартуского университета по специальности «русский язык и литература». Ученик Ю. М. Лотмана. Доктор филологических наук по специальности «Теория языкознания, социолингвистика, психолингвистика». Диссертация на тему «Теоретико-лингвистический анализ художественного дискурса» защищена одновременно по двум степеням (кандидатской и докторской) в секторе теоретической лингвистики Института языкознания РАН в 1997 году.
Работал заведующим отделом культурологии литературного журнала «Даугава» (1987—1992); ведущим редактором издательства «Прогресс» (1991—1993), ведущим редактором издательства «Гнозис» в (1994—1995), заместителем главного редактора «Художественного журнала» (1995—1996), ответственным секретарем философского журнала «Логос» (1997—2002), научным консультантом и редактором телевизионной программы Александра Гордона на канале НТВ (2001—2002), ведущим научным сотрудником Фонда «Прагматика культуры» (2002), научным консультантом и соведущим телевизионной программы «Чёрный квадрат» (2003—2004).
С 2005 года является профессором Института психоанализа и главным научным сотрудником сектора «Языки культур» Федерального государственного научно-исследовательского учреждения «Российский институт культурологии».
В 2017 году стал лауреатом премии Андрея Белого в номинации «Гуманитарные исследования» (труд «Новая модель реальности», 2016).
В 2020 году создал при Философском факультете МГУ Лабораторию человека и культуры XXI века (первоначальное название «Лаборатория по изучению человека и культуры XXI века»), объединившую таких разных современных авторов, как Михаил Бойко, Корнелия Ичин, Игорь Сид, Александр Сосланд, Георгий Чернавин и другие. Годом позже Лаборатория отделилась от Философского факультета и действует как самостоятельная научно-исследовательская единица; в 2021-2022 годах заседания проходили в московском арт-пространстве «Нигде Кроме».
Научный редактор и автор словарных статей Словаря культуры XXI века. Проект реализуется под эгидой Лаборатории человека и культуры XXI века.
Супруга — доктор филологических наук, кельтолог Т. А. Михайлова (род. 1956).

## Книги
- Людвиг Витгенштейн: Человек и мыслитель/ Общая редакция, перевод и аналитическая статья. — М., 1994.
- Винни Пух и философия обыденного языка. — М., 1994, 1996, 2000, 2002.
- Морфология реальности: Исследование по «философии текста». — М., 1996.
- Энциклопедический словарь культуры XX века. — М., 1997, 1999, 2001.
- Прочь от реальности: Исследования по философии текста. II. — М., 2000.
- Вадим Руднев. Метафизика футбола: Исследования по философии текста и патографии. — М.: Аграф, 2001. — 384 с. — ISBN 5-7784-0149-3.
- Вадим Руднев. Характеры и расстройства личности: Патография и метапсихология. — М.: Независимая фирма «Класс», 2002. — 272 с. — (Библиотека психологии и психиатрии). — ISBN 5-86375-045-6.
- Божественный Людвиг. Витгенштейн: Формы жизни. — М.: Прагматика культуры, 2002. — 256 c. ISBN 5-7333-0242-9
- Вадим Руднев. Тайна курочки Рябы: Безумие и успех в культуре. — М.: Независимая фирма «Класс», 2004. — 304 с. — (Библиотека психологии и психотерапии). — 2000 экз. — ISBN 5-86375-052-9.
- Вадим Руднев. Словарь безумия. — М.: Независимая фирма «Класс», 2005. — 400 с. — 2000 экз. — ISBN 5-86375-061-8.
- Вадим Руднев. Диалог с безумием. — М.: Аграф, 2005. — 320 с. — 1000 экз. — ISBN 5-7784-0296-1.
- Вадим Руднев. Пригов — поэт-парафреник // Семиотика безумия. — М.: Европа, 2006. — С. 206—232. — ISBN 5-9739-0039-8.
- Вадим Руднев. Философия языка и семиотика безумия. Избранные работы. — М.: Территория будущего, 2007. — 528 с. — 1000 экз. — ISBN 5-91129-035-9.
- Вадим Руднев. Апология нарциссизма. — М.: Аграф, 2007. — 272 с. — 2000 экз. — ISBN 978-57784-0354-3.
- Вадим Руднев. Энциклопедический словарь культуры XX века (3-е издание, исправленное и дополненное). — М.: Аграф, 2009. — 544 с. — 1000 экз. — ISBN 978-5-7784-0383-3.
- Вадим Руднев. Гурджиев и современная психология. — М.: Аграф, 2010. — 160 с. — 1000 экз. — ISBN 978-5-7784-0368-0.
- Вадим Руднев. Полифоническое тело: Реальность и шизофрения в культуре XX века. — М.: Гнозис, 2010. — 400 с. — ISBN 978-5-94244-034-3.
- Вадим Руднев. Реальность как ошибка. — М.: Гнозис, 2011. — 320 с. — ISBN 978-5-94244-032-9.
- Вадим Руднев. Введение в шизореальность. — М.: Аграф, 2011. — 224 с. — (XXI век +). — ISBN 978-5-7784-0404-5.
- Вадим Руднев. Новая модель бессознательного. — М.: Гнозис, 2012. — 288 с. — ISBN 978-5-94244-041-1.
- Вадим Руднев. Новая модель шизофрении. — М.: Аграф, 2012. — 288 с. — (XXI век +). — ISBN 978-5-7784-0424-3.
- Вадим Руднев, Александр Чистяков. Территория ДОК: Философия загородного домостроения. — М.: DOMUS, 2013. — 104 с. — ISBN 978-5-906020-02-4.
- Вадим Руднев. Психология кино. — М.: ГИТР, 2013. — 238 с. — ISBN 978-5-94237-042-8.
- Вадим Руднев. Иисус Христос и философия обыденного языка. — М.: Аграф, 2013. — 240 с. — (XXI век +). — ISBN 978-5-7784-0439-7.
- Вадим Руднев. Энциклопедический словарь безумия. — М.: Гнозис, 2013. — 560 с. — 1000 экз. — ISBN 978-5-94244-047-3.
- Вадим Руднев. Странные объекты: Феноменология психотического мышления. — М.: Академический Проект, 2014. — 159 с. — (Философские технологии: hic et nunc). — 1000 экз. — ISBN 978-5-8291-1559-3.
- Вадим Руднев. Новая модель времени. — М.: Гнозис, 2015. — 288 с. — 1500 экз. — ISBN 978-5-94244-054-1.
- Вадим Руднев. Логика бреда. — М.: Когито-Центр, 2015. — 176 с. — ISBN 978-5-89353-446-7.
- Вадим Руднев. Новая модель реальности. — М.: Высшая Школа Экономики, 2016. — 252 с. — (Серия «Исследования культуры»). — ISBN 978-5-7598-1288-3.
- Вадим Руднев. Против истины. — М., СПб.: Добросвет, Центр гуманитарных инициатив, 2018. — 206 с. — ISBN 978-5-7913-0150-5.
- Словарь культуры XXI века. Первое приближение. (Дайджест первого тома Словаря). — Хапур: Kie Publication, 2020. — 196 с. — ISBN ISBN 978-93-81623-87-9.
- Словарь культуры XXI века : Глобальная серия. Т. 1. / сост., предисл. – И. Сид ; науч. ред. – В. Руднев ; редкол.: А. Бражкина, С. Гинцбург, А. Джанвиджай, И. Сатановский ; Лаборатория человека и культуры XXI века. — Москва: Институт перевода : Центр книги Рудомино, 2022. — 464 с. — (Глобальная серия). — ISBN 978-5-00087-203-1.

- Вадим Руднев. Бетховен. — СПб.: Центр гуманитарных инициатив, Добросвет, 2023. — 180 с. — 1000 экз. — ISBN 978-5-7913-0201-4.